# کویچی موراتا
کویچی موراتا (ژاپنی: 村田 航一؛ زادهٔ ۶ سپتامبر ۱۹۹۶) یک بازیکن فوتبال اهل ژاپن است.
از باشگاه‌هایی که در آن بازی کرده‌است می‌توان به باشگاه فوتبال میتو هولیهوک اشاره کرد.